# Laura Laprida
Laura Laprida (Pilar, Buenos Aires; 12 de marzo de 1990) es una actriz, modelo y radióloga argentina. Es conocida principalmente por su papel de Paula en la serie dramática Historia de un clan (2015) de Telefe. Es la hija de María Eugenia Fernández Rousse, una de Las Trillizas de Oro.

## Carrera profesional
Comenzó su carrera trabajando como modelo desde los 15 años, trabajando en diversas publicidades y desfiles que la llevaron a recorrer el mundo. Laprida comenzó su carrera como actriz, cuando protagonizó junto a Juan Ruy Cosin el cortometraje Darío (...) María de 2008 dirigido por Lucas Santa Ana. Poco después, debutó en televisión en la tercera temporada de la tira juvenil Casi Ángeles emitida por Telefe y creada por Cris Morena, quien luego la convocaría para integrar el elenco principal de la serie Jake & Blake (2009-2010) de Disney Channel, donde interpretó a Marina y compartió pantalla con Benjamín Rojas. Luego de una pausa, Laura realizó una participación especial como Florencia en la ficción Solamente Vos (2013) de El trece.
Luego de su actuación en la serie Historia de un Clan (2015) de Telefe, comenzó a tomar una cierta notoriedad en los medios, debido a una escena de sexo realizada junto al Chino Darín en la serie, quien interpretó al personaje que fue el responsable de la desaparición de su novio. En 2016, Laprida es fichada por Pol-ka para unirse al elenco de la telenovela Los Ricos No Piden Permiso de Canal Trece, donde interpretó al interés amoroso de Juan Domingo, personaje interpretado por Nicolás Riera.
En el 2017, se confirmó que sería parte del elenco principal de la tira Golpe al Corazón  creado por Quique Estevanez y emitida por Telefe, donde interpretó a Evelina Mansilla, una estudiante universitaria, que se enamora de Alejo, personaje personificado por Julián Serrano. Ese mismo año, realiza su debut cinematográfico con la película Mamá se fue de Viaje, donde interpretó a la esposa de Di Caprio, papel interpretado por Martín Piroyansky. 
Su siguiente película, fue el largometraje Perdida estrenado en 2018, donde compartió cartel con Luisana Lopilato, Amaia Salamanca, Nicolás Furtado, Oriana Sabatini y Julián  Serrano, tuvo la responsabilidad de personificar a Leonora. Ese mismo año, protagonizó junto a Benjamín Alfonso uno de los capítulos del unitario Rizhoma Hotel televisado por Telefe. A su vez, se informó que sería una de las protagonistas de la serie Millennials de Net TV junto a Nicolás Riera, Matías Mayer, Johanna Francella, Juan Manuel Guilera y Noelia Marzol, allí dio vida a Ariana Beltrán. En 2019 interpretó a Micaela Valente en Campanas en la noche, el thriller de Telefe.

## Filmografía

### Cine
| Año  | Título               | Papel                   | Notas        |
| ---- | -------------------- | ----------------------- | ------------ |
| 2008 | Darío (...) María    | María                   | Cortometraje |
| 2016 | Permitidos           | Amiga de Zoe del Río    |              |
| 2017 | Mamá se fue de viaje | Esposa de Di Caprio     |              |
| 2018 | Perdida              | Leonora                 |              |
| 2019 | Astrogauchos         | Laura Cooke de Castillo |              |
| 2019 | El gran combo        | Laurita                 |              |
| 2020 | Rumbo al mar         | Florencia Tagliaferro   |              |

### Televisión
| Año       | Título                     | Papel            | Notas                             |
| --------- | -------------------------- | ---------------- | --------------------------------- |
| 2009-2010 | Jake & Blake               | Marina           |                                   |
| 2013      | Solamente vos              | Florencia        |                                   |
| 2015      | Historia de un clan        | Paula            |                                   |
| 2016      | Los ricos no piden permiso | Emilia Méndez    |                                   |
| 2017-2018 | Golpe al corazón           | Evelina Mansilla |                                   |
| 2018      | Rizhoma Hotel              | Julia            | Episodio: «Talión»                |
| 2018-2021 | Millennials                | Ariana Beltrán   |                                   |
| 2019      | Campanas en la noche       | Micaela Valente  |                                   |
| 2020      | Separadas                  | Lena             |                                   |
| 2021      | Pequeñas Victorias         | Guadalupe        | Episodio: «Perdidas en la tierra» |
| 2022      | Paraíso                    | Valentina        |                                   |
| 2022-2023 | Express                    | Asia             |                                   |
| 2022-2023 | Sagrada familia            | Natalia Alberche |                                   |
| 2024      | Hay algo en el bosque      | Saray Garza      | Episodio: «La negociación»        |

## Teatro
| Año  | Título           | Papel | Lugar        |
| ---- | ---------------- | ----- | ------------ |
| 2024 | El jefe del jefe | Lila  | Teatro Pavón |